# 天主教戈亚尼亚总教区
天主教戈亞尼亞總教區（拉丁語：Archidioecesis Goianiensis）是羅馬天主教在巴西的一個教省總教區，下轄七個教區。
總教區於1956年3月26日成立，位於戈亞斯州中南部，教座位於首府戈亞尼亞。總教區2006年有教友1,115,550人，佔轄區總人口60.3%。下轄六十八個堂區，有167名司鐸。現任教區總主教為華盛頓·克魯茲。